# Düsseldorfer Photoschule
Als Düsseldorfer Photoschule, Düsseldorfer Fotoschule, Becher-Schule oder Becher-Klasse wird die von den Fotografen Bernd und Hilla Becher in den späten 1970er Jahren begründete Schule künstlerischer Fotografie bezeichnet. Ihre Zentren waren die Düsseldorfer Kunstakademie, an der Bernd Becher von 1976 bis 1996 eine Professur für Photographie innehatte, und das Atelier von Bernd und Hilla Becher in Düsseldorf-Kaiserswerth.
Als ihre Vorläufer gelten die Fotografen der Neuen Sachlichkeit mit ihren Arbeiten aus den 1920er und frühen 1930er Jahren, vornehmlich August Sander, Karl Blossfeldt und Albert Renger-Patzsch. Die Bechers selbst gelten als Vorreiter der deutschen Konzeptfotografie.
Zu den aus der Düsseldorfer Photoschule hervorgegangenen Künstlern gehören, neben den Begründern, unter anderem Laurenz Berges, Boris Becker, Volker Döhne, Elger Esser, Claudia Fährenkemper, Bernhard Fuchs, Claus Goedicke, Andreas Gursky, Candida Höfer, Axel Hütte, Simone Nieweg, Tata Ronkholz, Thomas Ruff, Jörg Sasse, Thomas Struth, Petra Wunderlich.

„Das Label Becherklasse oder der Düsseldorfer Schule steht, auch im Hinblick auf die folgende Generation der Klassenmitglieder, für eine objektivierende photographische Sichtweise aus einer gewissen Distanz, die sich von dem journalistischen oder sich einer freieren Bildsprache bedienenden dokumentarischen Praktiken anderer deutscher Photographinnen und Photographen deutlich unterscheiden. In den 1990er Jahren gilt die Düsseldorfer Schule nach außen hin, in der Kontinuität der Neuen Sachlichkeit (Neues Sehen), gar als ein Synonym für die deutsche Fotografie schlechthin.“

„Blickt man auf die in jüngerer Zeit publizierten kritischen Stimmen, so scheint hinsichtlich der Arbeiten der „Becher-Klasse“ beides im selben Maße präsent: Ihre Bilder werden gleichermaßen bewundert wie abgelehnt, ebenso emphatisch besprochen wie skeptisch infrage gestellt. Sie provozieren Reaktionen und stimulieren Kommentare, die eines in auffallender Weise nicht kennen: Gleichgültigkeit.“